# Torchlight
Vous lisez un « bon article » labellisé en 2016.
Torchlight est un jeu vidéo d'action et de rôle de type hack 'n' slash développé par Runic Games dont la version Windows, publiée par Beijing Perfect World, est disponible en téléchargement depuis le 27 octobre 2009. Le jeu se déroule dans un univers médiéval-fantastique qui mélange magie et technologie et dans lequel le joueur explore un donjon peuplé de créatures qu'il doit combattre pour gagner de l'expérience et des trésors, l'objectif étant de retrouver le démon Ordrak et de le vaincre.
Son système de jeu s'inspire principalement de Diablo sur lequel ont travaillé trois de ses concepteurs, Max Schaefer (it), Erich Schaefer (it) et Peter Hu. Avec Travis Baldree, le créateur de Fate, ils fondent Runic Games en 2008 à la suite de la dissolution de Flagship Studios et ont pour objectif de créer un jeu de rôle en ligne massivement multijoueur basé sur un système de jeu proche de celui de Diablo et de Mythos. Avant de se lancer dans un projet d’une telle envergure, ils commencent par travailler sur un jeu moins complexe pouvant être terminé en peu de temps et qui leur donne la possibilité d’introduire l’univers de Torchlight auprès du grand public.
À sa sortie, le jeu est bien accueilli par la presse spécialisée qui souligne son style graphique « cartoonesque » et la qualité de sa réalisation. Il est ainsi considéré par de nombreux critiques comme un des meilleurs hack 'n' slash depuis Diablo II malgré son manque d’originalité et l’absence d’un mode multijoueur. Il connaît un certain succès commercial, ses ventes approchant les deux millions d'exemplaires en 2015. Après sa sortie sous forme dématérialisée, le jeu est également publié en DVD en Amérique du Nord le 5 janvier 2010 puis en Europe le 9 avril 2010. Par ailleurs, une version Mac OS X sort sur Steam le 12 mai 2010. Le jeu est ensuite porté sur Xbox 360 et publié sur Xbox Live Arcade le 9 mars 2011.
Le jeu fait l'objet d'une suite, baptisée Torchlight II et publiée le 20 septembre 2012, qui se déroule plusieurs années après les événements de Torchlight et qui, contrairement à son prédécesseur, intègre un mode multijoueur. Le projet d'un MMORPG basé sur l'univers du jeu est depuis abandonné mais un troisième épisode, destiné aux téléphones mobiles fonctionnant sous iOS et Android, est actuellement en cours de développement. Sa sortie est prévue pour 2016.

## Trame
Torchlight prend place dans un monde imaginaire médiéval-fantastique mélangeant magie et technologie. Le jeu se déroule dans un village minier appelé Torchlight sous lequel se trouve un important gisement d’ambre, une mystérieuse substance dotée de pouvoirs magiques. Dans les profondeurs des mines vit un puissant démon connu sous le nom d'Ordrak. Celui-ci est parvenu à corrompre le mage Alric et tente de s'emparer du pouvoir délivré par l’ambre en la transformant en ambre noire pour en décupler sa puissance. L'influence maléfique du démon se répand peu à peu dans les mines, un nombre croissant de créatures démoniaques envahissant alors les souterrains. À la suite de ces événements, les mineurs du village sont contraints d'arrêter l'exploitation de la mine,.
Le jeu débute peu de temps après, alors que l'aventurier incarné par le joueur arrive dans le village de Torchlight pour enquêter sur les événements étranges survenus dans la région. En arrivant, il est recruté par Syl, un sage qui cherche à retrouver son mentor, le mage Alric, qui a disparu dans les mines. En explorant celles-ci, le joueur découvre un passage vers d'anciennes ruines s’enfonçant encore plus loin sous terre. Il finit par retrouver Alric qui lui révèle avoir été corrompu par une influence démoniaque. Après l'avoir battu, il continue son exploration des souterrains et parvient finalement à découvrir le responsable de la corruption — le démon Ordrak — dont il parvient à se défaire.

## Système de jeu
Torchlight est un jeu vidéo d'action et de rôle de type hack 'n' slash dont le système de jeu s'inspire fortement de Diablo. Le joueur y contrôle en temps réel un personnage qui doit explorer des donjons et des souterrains peuplés de monstres qu'il doit combattre pour progresser et gagner de l'expérience ou différents types de trésors comme des armes ou des sorts. L'objectif du jeu est de retrouver et de vaincre le démon Ordrak.

### Personnages
Dès le début du jeu, le joueur doit choisir une des trois classes de personnage disponibles dans le jeu – qu’il devra incarner jusqu’à la fin de sa quête – que sont le destructeur, la conquérante et l’alchimiste. Chaque classe possède des caractéristiques de départ et des compétences différentes. Le destructeur est un puissant combattant spécialisé dans le corps à corps qui peut également invoquer des esprits. La conquérante est une spécialiste des pièges et des armes pouvant tirer à distance comme les arcs, les pistolets ou les fusils. Enfin, l’alchimiste est un puissant lanceur de sorts pouvant également faire appel à des robots,. Comme dans Diablo, le personnage contrôlé par le joueur gagne de l’expérience en combattant les créatures et en accomplissant des quêtes. La quantité de points d’expérience dont il dispose détermine son niveau, chaque passage à un niveau supérieur donnant au joueur la possibilité de renforcer son héros. Celui-ci dispose de quatre caractéristiques principales : la force qui lui permet de faire plus de dégâts ; la dextérité qui augmente sa vitesse et sa capacité d’esquive ; la concentration qui détermine son potentiel de magie et enfin la vitalité qui détermine la quantité de points de vie et d’armure dont il dispose. À celles-ci s'ajoutent des attributs secondaires comme les dégâts, le niveau d’attaque ou la classe d’armure qui dépendent des caractéristiques principales et de l’équipement du personnage. Enfin, chaque augmentation de niveau permet au joueur d’utiliser un « point de compétence » qui lui permet de débloquer ou de renforcer les sorts et les aptitudes de son héros. Comme dans Diablo II, chaque personnage dispose en effet de trente sorts et aptitudes spécifiques réparties en trois arbres de compétences correspondant chacun à une spécialité. Outre ces compétences spécifiques, ils ont accès à des sorts génériques qu'ils peuvent apprendre grâce à des parchemins.
Lorsqu'un héros atteint un certain niveau, il peut prendre sa retraite. Il devient alors inutilisable mais il peut cependant léguer un de ses objets à un nouveau personnage, celui-ci prenant alors le nom de son ancien propriétaire et se voyant attribuer des bonus à ses caractéristiques,.
En complément de son système d'expérience, le jeu introduit un système de renommée. Celle-ci se gagne en tuant certains monstres spéciaux ou en accomplissant des quêtes. À la quantité de points de renommée dont le personnage dispose correspond un niveau, chacun donnant accès à un point de compétence supplémentaire. Une autre originalité du jeu réside dans son système de compagnon inspiré de celui de Fate. Le héros est en effet accompagné d’un animal de compagnie, comme un chat ou un chien, qui l'assiste dans les combats, gagne de l’expérience, transporte des objets et qui peut retourner seul en ville pour les revendre. Ce compagnon peut également être nourri des poissons pêchés par le joueur pour se transformer temporairement en un autre type de créature comme une araignée, un gobelin ou un troll,.

### Équipements
En explorant le monde de Torchlight ou en consultant certains habitants du village, le joueur est amené à trouver ou à acheter différents types d’armes et d’armures dont il peut équiper son personnage pour améliorer ses caractéristiques de combats. Les armes comme les épées et les pistolets déterminent par exemple les dégâts que le héros peut infliger alors que les armures, les casques et les boucliers influencent sa « classe d’armure » qui détermine le niveau de protection du héros contre les attaques. Certains objets sont dotés de pouvoirs magiques et peuvent apporter des bonus supplémentaires au personnage qui s’en équipe. D'autres peuvent être enchantés ou être ornés d’ambre pour gagner des propriétés supplémentaires. Le joueur peut également trouver ou acheter de nombreux autres types d'objets comme des parchemins qui permettent d'apprendre des sortilèges ou des potions lui permettant de se soigner ou de recharger sa jauge de mana.

### Interface
L'écran de jeu est divisé en deux parties. La zone de jeu affiche le personnage et son environnement, les monstres et les objets qu'il peut ramasser. C'est également dans cette zone que s'affiche en surimpression la carte lorsque le joueur active celle-ci. La barre d'interface affiche les informations concernant le personnage avec notamment en son centre un orbe coloré en rouge d'un côté et en bleu de l'autre indiquant le niveau de vie et de mana du héros. Celle-ci donne également accès à différentes fenêtres comme l'inventaire qui permet de ranger les objets trouvés dans le jeu et d'en équiper le héros. De part et d'autre de l'orbe se trouvent des emplacements correspondant aux touches un à zéro du clavier et pouvant être configurés pour accéder rapidement à des objets (comme des potions ou des parchemins), des compétences ou des sorts.
Pour déplacer son personnage, le joueur doit simplement cliquer (bouton gauche de la souris) à l'endroit voulu et celui-ci s'y déplace automatiquement. Pour attaquer un monstre, il suffit également de cliquer sur celui-ci (chaque clic correspondant à une attaque) et si le monstre n'est pas à portée le personnage se déplace automatiquement. Pour interagir avec un personnage ou pour ramasser un objet, le joueur doit de la même façon cliquer dessus et le héros se déplace automatiquement pour aller discuter avec un personnage ou ramasser l'objet visé. Les compétences du personnage peuvent être assignées au clic droit de la souris, le joueur pouvant changer de compétence avec la touche tabulation,.

### Modes de jeu
Torchlight ne propose pas de multijoueur et ne peut donc être joué qu'en mode solo. Dans celui-ci, quatre niveaux de difficulté sont disponibles : débutant, normal, vétéran et élite. Pour augmenter la difficulté du jeu, il est également possible de créer un personnage « hardcore » que le joueur perd définitivement si celui-ci vient à mourir. La quête principale du jeu permet d'explorer les trente-cinq niveaux du gigantesque donjon situé sous le village de Torchlight, qui prennent place dans huit environnements différents incluant entre autres des mines, une nécropole, d'anciennes ruines, des cavernes et une forteresse oubliée. Après avoir vaincu Ordrak, le joueur peut accéder à un nouveau donjon constitué de cent niveaux différents. Comme dans Diablo, chaque niveau, ainsi que les monstres et les trésors que le joueur peut y trouver, sont générés aléatoirement et sont donc différents d’une partie à l’autre. Au cours du jeu, le joueur est amené à réaliser des quêtes qui peuvent lui être données par les personnages non-joueurs qu’il rencontre ou qu’il se voit assignées en arrivant dans certaines zones. Certaines quêtes n’influent pas directement sur l’avancement de l’histoire mais permettent néanmoins de recevoir des récompenses — comme des objets magiques, de l’expérience et de la renommée — qui peuvent l'aider dans la quête principale.
La version PC du jeu intègre également un éditeur de niveau qui permet de modifier les caractéristiques des personnages, des monstres et des objets du jeu ou de créer de nouvelles quêtes,.

## Développement

### Origine
Runic Games est fondé en 2008 peu après la dissolution de Flagship Studios. L’équipe de développement est alors constituée de quatorze personnes issues de l’équipe de Flagship Studios basée à Seattle. Elle est entre autres composée de Travis Baldree, créateur de Fate, et de trois vétérans de Blizzard North ayant notamment travaillé sur Diablo : Max Schaefer, Erich Schaefer et Peter Hu. Ayant perdu les droits sur le jeu Mythos, l’équipe de Runic Games voit alors le développement d’un nouveau titre comme une façon de « finir ce qu’ils avaient commencé » bien qu’ils doivent pour cela repartir de zéro du fait de l’impossibilité d’utiliser le code ou les artworks créés pour Mythos. L’objectif de la compagnie est alors de développer un jeu de rôle en ligne massivement multijoueur basé sur un système de jeu proche de celui de Diablo ou de Mythos, mais avant de se lancer dans un projet d’une telle envergure, les fondateurs de Runic décident de « revenir à leurs racines » en travaillant sur un jeu moins complexe qu'ils pourraient développer et perfectionner en peu de temps tout en leur donnant la possibilité d’introduire l’univers de Torchlight auprès du grand public,,. Son développement commence aux alentours de novembre 2008 et dure environ onze mois, ce qui permet à l’équipe de publier le jeu dès octobre 2009.

### Conception
D'après les développeurs, l’aspect graphique de Torchlight est inspiré de jeux comme Dragon's Lair mais aussi de comics et de films d’animation comme Les Indestructibles. Pour rendre le jeu plus attirant, l’équipe a en effet choisi de donner à son univers fantastique une teinte relativement lumineuse, avec des personnages stylisés et des textures peintes, plutôt qu’un style « sombre et sale »,. Le jeu utilise le moteur 3D open source OGRE pour les graphismes et le système CEGUI (en) pour son interface graphique, le reste du jeu ayant été créé par Runic Games. Le jeu est conçu pour fonctionner correctement sur une large gamme de systèmes incluant les netbook et n’utilise pas la technologie des shader.
Pour la création de la bande originale et des effets sonores du jeu, l’équipe de développement fait appel au compositeur Matt Uelmen avec qui elle avait déjà travaillé sur Diablo et Diablo II. Celui-ci compose la bande originale en se basant sur le rythme et le contexte du jeu, qu’il a l’occasion d’observer dès le début du développement. Pour le thème joué dans le village de Torchlight, Uelmen a incorporé certains éléments rappelant celui de Tristram dans Diablo tout en essayant de lui donner une sonorité clairement différente. Pour cette piste, il a enregistré plus de deux cents sessions dans lesquelles il joue, entre autres, de la guitare à douze cordes. Pour les autres musiques du jeu, il a notamment utilisé une pedal steel guitar pour un résultat très différent de son utilisation classique dans la musique country. Le doublage a été réalisé par les développeurs avec l’aide de l'actrice Lani Minella qui double certains personnages du jeu.

## Version

### PC
La version Microsoft Windows du jeu, publiée par Beijing Perfect World, est disponible en téléchargement dès le 27 octobre 2009. Cette version est alors téléchargeable gratuitement, les joueurs devant acheter le jeu pour la débloquer au-delà de deux heures d'utilisation. Une version DVD est ensuite publiée en Amérique du Nord par Encore, Inc. le 5 janvier 2010 puis en Europe par JoWooD Entertainment le 9 avril 2010. Un portage sur OS X, développé par World Domination Industries, est ensuite publié sur Steam le 12 mai 2010.
Le jeu a également été publié sur Linux le 18 septembre 2012 au sein du Humble Indie Bundle 6.

### Xbox 360
En 2010, Runic Games révèle qu’une version pour PlayStation 3 et Xbox 360 du jeu est en développement. En janvier 2011, le studio annonce que le jeu sortira finalement exclusivement sur la console de Microsoft qui le publiera sur Xbox Live Arcade,. La version Xbox 360 du jeu est développée en collaboration avec World Domination Industries, Runic Games étant amené à s’impliquer plus en avant dans le développement lorsque le studio se rend compte qu’une refonte complète du système de contrôle et de l’interface est nécessaire pour permettre de jouer correctement avec une manette de jeu. Dans cette version, le personnage est donc directement contrôlé par la manette sans faire appel à un curseur virtuel. Cette version introduit également du contenu additionnel, comme de nouvelles armures et un nouveau compagnon, et intègre certaines technologies développées pour Torchlight II, notamment pour les animations. La version Xbox 360 du jeu est finalement publiée sur Xbox Live Arcade le 9 mars 2011.

## Accueil
| Torchlight            |      |         |
| Média                 | Pays | Note    |
| 1UP.com               | US   | A       |
| Canard PC             | FR   | 70 %    |
| Eurogamer             | GB   | 80 %    |
| Game Informer         | US   | 87,5 %  |
| Gamekult              | FR   | 70 %    |
| GamesRadar+           | US   | 90 %    |
| GameSpot              | GB   | 80 %    |
| GameSpy               | US   | 4/5     |
| IGN                   | US   | 86 %    |
| Jeuxvideo.com         | FR   | 80 %    |
| Joystick              | FR   | 80 %    |
| PC Jeux               | FR   | 91 %    |
| Compilations de notes |      |         |
| GameRankings          | US   | 85,13 % |
| Metacritic            | US   | 83 %    |

### Critiques
À sa sortie, Torchlight est plutôt bien accueilli par la presse spécialisée. La version PC du jeu obtient ainsi des scores de 83 % et 85 % sur les sites Metacritic et GameRankings,.
Au niveau des graphismes, les journalistes mettent en avant son style « cartoonesque » sympathique et notent que même si celui-ci ne fait pas forcément l’unanimité, il reste très réussi,. Ils soulignent notamment la richesse de sa palette de couleur et la qualité des animations et des effets visuels du jeu qui, combinés avec la variété des environnements proposés, contribuent à ce que le joueur ne se lasse pas trop vite de l’aspect visuel du jeu,. Les effets sonores sont décrits comme étant bien réalisés sans être particulièrement innovants. De son côté, la bande originale est jugée convaincante, voire « ensorcelante », même si certains critiques ne la trouvent pas aussi marquante que celle de Diablo,. Le scénario du jeu est unanimement décrit comme rudimentaire, voire inexistant, la presse spécialisée expliquant qu’il se contente de donner au joueur un prétexte pour tuer des monstres,. Si ce défaut n’est généralement pas considéré comme trop gênant pour un hack 'n' slash, le journaliste du site Eurogamer regrette que  les développeurs n’aient pas réussi à donner au joueur l’illusion d’être dans un monde cohérent. Il juge également que la trame narrative « superficielle » du jeu ne parvient pas à convaincre le joueur de l’imminence d’un danger et donc de la nécessité de se battre. Ce constat est partagé par l’auteur du test publié par le site Rock, Paper, Shotgun qui n’a pas le « sentiment d’avoir un but » à atteindre dans le jeu.
Le système de jeu de Torchlight est souvent comparé à celui de Diablo II, certains journalistes le décrivant même comme le meilleur jeu du genre de ces dernières années. La presse spécialisée met notamment en avant son gameplay efficace et addictif ainsi que son interface qui, à la différence des autres clones de Diablo, ne se met jamais « entre le joueur et le prochain monstre »,. Plusieurs critiques notent également que le jeu bénéficie d’une bonne rejouabilité, grâce notamment à ses niveaux générés aléatoirement,. Dans ce domaine, le jeu ne fait par contre pas l’unanimité, le journaliste du site Rock, Paper, Shotgun regrettant par exemple la linéarité du jeu et la répétitivité des quêtes secondaires. Si certains testeurs jugent que le concept du jeu n'a rien de vraiment original, ils soulignent tout de même l'ajout de quelques innovations intéressantes, comme l'arrivée du compagnon et le système de renommée,. L'ensemble de la presse spécialisée regrette en revanche l'absence de mode multijoueur, jugée très gênante pour ce type de jeu. Enfin, le faible coût d'achat du jeu est souvent salué par les journalistes qui notent qu’à ce prix-là, les fans de hack'n slash auraient tort de passer à côté d'un si bon jeu,.

### Ventes
Alors que Torchlight n’est distribué en DVD que depuis début 2010, ses ventes atteignent les 500 000 exemplaires à peine six mois après sa sortie initiale, ce succès poussant Perfect World à prendre une participation majoritaire à Runic Games pour plus de huit millions de dollars,. Trois mois plus tard, ses ventes dépassent les 600 000 exemplaires, dont environ 80% via des plateformes de téléchargement. Sa sortie sur Xbox Live Arcade le 9 mars 2011 relance l’intérêt suscité par le jeu qui réalise alors sa meilleure journée en termes de ventes. Cela lui permet de dépasser le million d’exemplaires vendus tous supports confondus en juillet 2011, puis de s'approcher des deux millions d'exemplaires vendus en 2015,.

### Récompenses
En 2009, le site Gamasutra place Torchlight en cinquième position de son classement des meilleurs jeux sur PC de l’année et affirme qu'il s'agit de l'action-RPG le « plus fluide et le plus addictif » depuis Diablo II malgré la sortie de plusieurs bons jeux du même style au cours de la dernière décennie. Son succès et l'effort des développeurs pour répondre aux préoccupations et aux suggestions des joueurs pendant le développement valent également à Runic Games d'apparaître dans le classement des cinq meilleurs studios de l’année,. Torchlight a également remporté le prix du « meilleur premier jeu » lors du Game Developers Choice Awards de 2010.

## Postérité
L’objectif de Runic Games est dès le départ de développer un jeu de rôle en ligne massivement multijoueur fondé sur un système de jeu proche de celui de Diablo ou de Mythos , le premier Torchlight étant conçu comme un petit jeu destiné à introduire un nouvel univers auprès du public tout en permettant à l’équipe de développement de se perfectionner avant de se lancer dans un projet plus complexe,. Un an après la sortie de son premier jeu, Runic Games annonce malgré tout le développement de Torchlight II en expliquant que celui-ci doit permettre à l’équipe d’acquérir plus d’expérience dans le développement d’un mode multijoueur, l’équipe prévoyant de réutiliser une partie de son contenu dans son MMORPG.
Cette suite est publiée le 20 septembre 2012, Runic Games annonçant alors qu’il n'est plus prévu de créer un MMORPG basé sur l’univers du jeu. Plusieurs années passent après les événements de Torchlight et que l'alchimiste, un des héros du premier jeu, ait été corrompu par le démon et ait détruit la ville de Torchlight. Le jeu est structuré en trois actes que le joueur peut explorer avec l'une des quatre classes de personnages du jeu : l’ingénieur, l’outlander, le berserker et l’embermage. Contrairement à son prédécesseur, Torchlight II intègre un mode multijoueur qui permet de jouer en réseau local ou sur Internet. Comme le premier titre de la série, il est plutôt bien accueilli par la presse spécialisée, qui le compare généralement à Diablo III, et il connait un certain succès commercial avec plus d’un million de titres vendus en 2012 et deux millions d'exemplaires vendus en seulement dix mois,.
Un nouvel épisode de la série, baptisé Torchlight Mobile et destiné aux téléphones mobiles fonctionnant sous iOS et Android, est actuellement en cours de développement, sa sortie étant prévue pour 2016,. Le jeu sera disponible gratuitement en téléchargement et proposera une nouvelle aventure se déroulant après les événements de Torchlight II et pouvant être joué en multijoueur.